# Kasjmiri pandit
De Kasjmiri pandits (Kasjmiri: कॉशुर पंडित / کٲشُر پنڈیت) zijn de inheemse bevolking van Kasjmir, een bergachtige regio in Zuid-Azië. In 1990 werden honderdduizenden Kasjmiri pandits gedwongen om de Kasjmirvallei verlaten, omdat ze werden aangevallen door islamitische fundamentalisten en in Pakistan getrainde terroristen die zich willen ontdoen van de inheemse bevolking van Kasjmir.

## Etymologie
Het woord kasjmiri verwijst naar een persoon afkomstig uit de Kasjmirvallei en het woord pandit verwijst naar een geleerde of een wijs persoon. Bijna alle Kasjmiri hindoes van Kasjmir waren algemeen bekend als pandits.

## Geschiedenis

### Oude Kasjmir
Volgens mythes was Adgonand de eerste koning van Kasjmir en werd hij opgevolgd door zijn zoon Danudar. Danudar zou zijn gedood door de Yadhus, de stam van de Krishna.

### Vroege geschiedenis
Het Indische kastenstelsel van de regio werd beïnvloed door de instroom van het boeddhisme uit de tijd van Asoka (derde eeuw v.Chr.),en het gevolg hiervan was dat de traditionele lijnen van varna wazig werden, met uitzondering van die voor de brahmanen. Een ander kenmerk van de vroege Kasjmiri-samenleving was de grote rol die vrouwen kregen, ten opzichte van hun positie in andere gemeenschappen van deze periode.
Het historisch omstreden gebied werd in Noord-India aangevallen door Turkse en Arabische regeringen uit de achtste eeuw, maar de met een berg omcirkelde Kasjmirvallei werd over het algemeen genegeerd doordat er gemakkelijkere aanvallen elders in India mogelijk waren. Het was pas in de veertiende eeuw dat de islamitische moslimheerschappij uiteindelijk de vallei bereikte en toen dit gebeurde, mede door interne problemen als gevolg van de zwakke regels en corruptie endemisch in de Hindoe-Lohara dynastie.

### Middeleeuwse geschiedenis
Zulju, een Mongoolse uit Turkestan, had een verwoesting aangericht in 1320, toen hij het bevel gaf om vele regio's van de Kasjmirvallei te veroveren.

## Cultuur

### Religie
De Kasjmiri pandits zijn hindoes. Zij zijn de aanbidders van Shiva. Hun favoriete godin is Khir Bhawani. De tempel van Khir Bhawani aan de monding van Sindhvallei wordt beschouwd als een van hun meest heilige plaatsen.

## Trivia
- In 2022 verscheen de Bollywoodfilm Pandit Files, waarin regisseur Vivek Agnihotri een geromantiseerd en eenzijdig beeld schetst van de verdrijving van de Kashmiri pandits in de jaren 1990.